# Choices - The Singles Collection
Choices - The Singles Collection è una compilation che raccoglie i singoli di maggiore successo della band britannica dei Blow Monkeys, pubblicata nel 1989, su etichetta RCA, e distribuita dalla BMG / Ariola. L'album ripercorre tutta la storia musicale del gruppo, dalla new wave dell'album di debutto, passando per la successiva svolta pop rock e funky, fino ad arrivare alla scoperta delle potenzialità nascoste nella nuova, rivoluzionaria dance (un genere, non ancora del tutto sbocciato, che i Blow Monkeys adotterano definitivamente nel loro ultimo album, Springtime for the World, pubblicato esattamente un anno dopo, nel 1990, poco prima del loro scioglimento, con l'inizio della carriera solista del cantante, Dr. Robert, al secolo, Robert Howard).
Choices - The Singles Collection è uscita in due differenti edizioni: la versione in vinile comprendeva soltanto le prime 10 canzoni (da Wait a It Pays to Belong), mentre la versione del CD conteneva 6 brani in più, consistenti in tre dei quattro singoli tratti dal primo album, Limping for a Generation, del 1984, nessuno dei quali è entrato nella Classifica Inglese dei Singoli tra i primi 75 posti, nonché due remix 12" di Wait e della parziale title track Choice? (uno di due inediti nella raccolta, l'altro è Slaves No More, entrambi usciti come singoli promozionali), e il primissimo singolo incluso nel secondo album della band, Animal Magic, del 1986, intitolato Forbidden Fruit, il quale, pubblicato molto tempo prima dell'uscita del long playing, addirittura nel 1985, non è riuscito, neanch'esso a piazzarsi tra i primi 75 della classifica britannica - il singolo ha comunque preceduto di poco il primo grande successo dei Blow Monkeys, il pezzo intitolato Digging Your Scene, brano di apertura del secondo album, Numero 12 nel marzo del 1986.
Choices - The Singles Collection contiene anche l'unica Top 10 ufficiale della band in quanto tale, la conosciutissima It Doesn't Have to Be This Way (di gran lunga, il brano più popolare del gruppo anche in Italia), di fatto un Top 5, nel gennaio del 1987. L'altro grandissimo successo Top 10 del gruppo è stata la già citata Wait, arrivata fino al Numero 7, sempre nel mese di gennaio, ma di due anni dopo, nel 1989, anche se, in realtà, la canzone è un duetto, accreditato soltanto al leader Dr. Robert (con il suo nome di battesimo, Robert Howard), insieme alla diva della cosiddetta Chicago house, Kym Mazelle (oltre al fatto di essere stata comunque suonata dall'intero gruppo, Wait compare anche sul quarto album dei Blow Monkeys, Whoops! There Goes the Neighbourhood, del 1988).
La collection comprende altri tre duetti: Celebrate (The Day After You), con una leggenda del soul del calibro di Curtis Mayfield (che Dr. Robert ha ripetutamente indicato come suo maestro ispiratore), e i due più recenti singoli del 1989, Choice? e Slaves No More, con la potente voce di Sylvia Tella, entrambi inediti all'epoca dell'uscita dell'album. La title track ha riscosso un discreto successo, arrivando fino al Numero 22, il che l'ha resa uno dei 2 singoli del gruppo che hanno raggiunto la Top 30 (l'altro è costituito dalla suggestiva ballata soul Out with Her, che si è classificata esattamente al Numero 30). L'unico Top 40 dei Blow Monkeys è rappresentato dal remix dance del 1989 di This Is Your Life, salito fino al Numero 32 in aprile - ben 38 posizioni più in alto della versione originale, maggiormente improntata su uno stile musicale pop / funky, che si era invece fermata al Numero 70, nell'agosto del 1988 (soltanto il remix più recente compare su Choices - The Singles Collection).
Successi minori sono stati Wicked Ways (dall'album del 1986, Animal Magic), al Numero 60, il citato duetto con Mayfield, Celebrate (The Day After You), al Numero 52, e Some Kind of Wonderful, al Numero 67 (entrambe le tracce sono tratte dall'album più venduto dei Blow Monkeys, She Was Only a Grocer's Daughter, arrivato fino al Numero 20 - soltanto la stessa compilation Choices - The Singles Collection è riuscita a salire più in alto, raggiungendo il Numero 5, il miglior risultato in assoluto per la band), e il secondo duetto con Sylvia Tella, Slaves No More, non andato oltre il Numero 73.
La raccolta non comprende né il singolo d'esordio del 1984, realizzato dalla band per la RCA e appropriatamente intitolato Go Public, né il terzo singolo tratto da Animal Magic nel 1986, Don't Be Scared of Me, nessuno dei due mai entrato in classifica in Gran Bretagna, ma include invece It Pays to Belong, del 1988, un ispirato midtempo soul, altro flop di classifica, neanch'esso mai piazzatosi tra i primi 75 singoli più venduti nel Regno Unito. Sia la title track parziale, Choice?, duetto con Sylvia Tella, che la Numero 7 Wait, duetto con la più nota Kym Mazelle, entrambe del 1989, sono considerate oggi come brani anticipatori del sottogenere musicale che, in séguito, sarebbe stato definito «UK Garage».

## Tracce
Tutti i brani scritti da Dr. Robert, tranne la traccia 13, composta da Dr. Robert/Mick Anker
1. Wait (Robert Howard & Kym Mazelle) (1989) - 3:11
2. Choice? (con Sylvia Tella) (1989) - 3:26
3. Slaves No More (con Sylvia Tella) (1989) - 3:53
4. Celebrate (The Day After You) (con Curtis Mayfield) (1987) - 3:45
5. Wicked Ways (1986) - 3:39
6. Digging Your Scene (1986) - 4:08
7. It Doesn't Have to Be This Way (1987) - 4:03
8. Out with Her (1987) - 4:27
9. This Is Your Life (1989) - 4:20
10. It Pays to Belong (1988) - 4:44
11. Wait (Long) (1989) - 6:46
12. Choice? (Long) (1989) - 5:27
13. Man from Russia (1984) - 3:14
14. Atomic Lullaby (1984) - 3:37
15. Wildflower (1984) - 3:03
16. Forbidden Fruit (1985) - 4:06

## Singoli inediti tratti dalla raccolta
- Choice? (con Sylvia Tella) (1989) [UK: Numero 22]
- Slaves No More (con Sylvia Tella) (1989) [UK: Numero 73]

### Tracce singoli inediti
Choice?
- 45 giri & cassetta singola: Choice? / Oh Yeah![1]
- Maxi singolo: Choice? (ReMix) / Choice? (Dub) / Choice?
- CD singolo: Choice? (Short) / Choice? (Long) / Oh Yeah!

Slaves No More
- 45 giri & cassetta singola: Slaves No More / What's That?[2]
- Maxi singolo: Slaves No More (Long) / Slaves No More (Short) / What's That?
- 2° maxi singolo: Slaves No More (Long - Extra Special Remix) / Slaves No More (Short) / What's That?
- CD singolo: Slaves No More (Short) / Slaves No More (Long) / What's That?

## Credits
Cfr. la pagina dedicata alla band, The Blow Monkeys, e i loro primi quattro album:
- Limping for a Generation (1984)
- Animal Magic (1986)
- She Was Only a Grocer's Daughter (1987)
- Whoops! There Goes the Neighbourhood (1988)

## Video raccolta in VHS
A completamento ideale della raccolta audio, Choices - The Singles Collection, nel 1989, è uscita anche la relativa raccolta video, coerentemente intitolata Choices - The Video Collection, contenente tutti i videoclip fino ad allora realizzati dalla band.

## Dettagli pubblicazione
| Paese | Data | Etichetta      | Formato | N° Catalogo |
| UK    | 1989 | RCA/Ariola/BMG | CD      | PD 74191    |